# Hant's Harbour
Hant's Harbour est une ville canadienne située sur l'île de Terre-Neuve dans la province de Terre-Neuve-et-Labrador.